# زک گلداسمیت
زک گلداسمیت (انگلیسی: Zac Goldsmith؛ زادهٔ ۲۰ ژانویهٔ ۱۹۷۵) سیاست‌مدار اهل بریتانیا است.